# Rougemont (Québec)
Pour les articles homonymes, voir Rougemont.
Rougemont est une municipalité dans la municipalité régionale de comté de Rouville au Québec (Canada), située dans la région administrative de la Montérégie.

## Toponymie
Le mont Rougemont a été nommé en l’honneur de l’un des capitaines du Régiment Carigan-Sallières,Étienne De Rougemont, en 1665.

## Géographie

### Mont Rougemont
Selon Pascal Bigras, directeur général de Nature-Action Québec (NAQ), le Mont Rougemont habite une grand biodiversité dans sa faune et sa flore. Le lot forestier compte un grand nombre de chênes rouges, de bouleaux jaunes et divers milieux humides. De plus, plusieurs espèces de mammifères y vivent, plus d'une quarantaine. On peut y retrouver le renard roux, le petit polatouche (écureuil volant), le coyote, le cerf de Virginie, le pékan et plusieurs espèces de chauves-souris, dont trois en voie de disparition. En plus des multiples mammifères, plus de 180 espèces d'oiseaux ont été recensées, dont 91 espèces nicheuses, au Mont Rougemont ainsi que 18 espèces d'amphibiens et de reptiles. 

## Démographie
En 2016, on comptait une population de 2 755 habitants. La moyenne d'âge des Rougemontois est de 42 ans. Le revenu moyen des ménages de Rougemont monte à 83 048 $. Le français est la langue préférée par les habitants qui la parle à 97%.
| 1991  | 1996  | 2001  | 2006  | 2011  | 2016  | 2021  |
| ----- | ----- | ----- | ----- | ----- | ----- | ----- |
| 1 176 | 1 237 | 2 583 | 2 622 | 2 723 | 2 755 | 2 696 |

## Administration
Les élections municipales se font en bloc et suivant un découpage de six districts.
| Rougemont Maires depuis 2003                                                                                          |                   |                                  |          |
| Élection | Maire             | Qualité                          | Résultat |
| 2003 | Suzie Dubois      |                                  | Voir     |
| 2005 | Suzie Dubois      | Voir                             |          |
| 2009 | Alain Brière      |                                  | Voir     |
| 2013 | Alain Brière      | Voir                             |          |
| 2017 | Michel Arseneault | Conseiller municipal (2009-2017) | Voir     |
| 2021 | Guy Adam          |                                  | Voir     |
| Élection partielle en italique Depuis 2005, les élections sont simultanées dans toutes les municipalités québécoises. |                   |                                  |          |

## Économie
Très reconnue pour ses multiples vergers, Rougemont est connue pour être la capitale de la pomme du Québec. Il y a également à Rougemont un des plus gros producteurs de jus du Québec, la compagnie Lassonde.
Rougemont est également connue pour ses nombreuses cabanes à sucre, car plusieurs érables à sucre existent dans les forêts du mont Rougemont.

## Patrimoine
L'abbaye de Rougemont est une abbaye cistercienne dédiée à Notre-Dame de Nazareth.
Deux autres édifices religieux sont situés dans la municipalité, soit l'église catholique Saint-Michel et l'église anglicane Saint-Thomas.

## Attraits
- Le Mont Rougemont, une colline qui fut baptisée en l'honneur de Sieur Etienne de Rougemont, capitaine du régiment de Carignan-Salières, arrivé en Nouvelle-France en 1665. Les descendants de plusieurs de ses 4000 soldats sont, aujourd'hui encore, citoyens de Rougemont. Depuis 2020, la montée par le chemin de la croix est strictement interdite aux randonneurs[6].

- Le Mondial des cidres de glace, une foire de dégustation et de vente de cidres de glace. L'évènement hivernal fêtera sa 7e édition les 14, 15 et 16 février 2014

- La Cidrerie Michel Jodoin, offre la visite aux touristes de ses lieux de production et une dégustation de tous ses produits.

- C'est à Rougemont que se situe le centre d'accueil des pèlerins de Saint Michel.
- L’Érablière Mont-Rouge, une cabane à sucre située à Rougemont depuis 1891, offre la visite aux touristes une dégustation de leurs produits d’érable, ainsi qu’une boutique et un sentier de marche. L’Érablière Mont-Rouge fût un élément très important au développement de Rougemont et de l’acériculture au Québec[7],[8].